# Rayville (Luisiana)
Rayville é uma cidade  localizada no estado americano de Luisiana, na Paróquia de Richland.

## Demografia
Segundo o censo americano de 2000, a sua população era de 4234 habitantes.
Em 2006, foi estimada uma população de 4008, um decréscimo de 226 (-5.3%).

## Geografia
De acordo com o United States Census Bureau tem uma área de
5,9 km², dos quais 5,8 km² cobertos por terra e 0,1 km² cobertos por água. Rayville localiza-se a aproximadamente 24 m acima do nível do mar.

## Localidades na vizinhança
O diagrama seguinte representa as localidades num raio de 28 km ao redor de Rayville.